# Хертле, Генрих
Генрих Хертле (нем. Heinrich Härtle; 24 февраля 1909, Ашау-им-Кимгау, Бавария — 11 января 1986, Мюнхен, Бавария) — нацистский функционер, идеолог и публицист.

## Биография

### Ранние годы
Родился в горной части Баварии. Его отец был арендатором молочной фермы.
В 1926 году стал членом фрайкора, в 1928 году — СА. Дослужился до штурмбанфюрера (1942).
В 1927 году вступил в НСДАП (№ 60.398).
Первоначально работал в аппарате Германского трудового фронта (в 1936—1939 годах — начальник главного отдела в Главном образовательном управлении).
В 1940 году был призван в вермахт, недолго служил в роте пропаганды.

### Сотрудник Розенберга
В 1939 году перешёл в Ведомство Розенберга (так назывался аппарат Розенберга как Уполномоченного фюрера по контролю за общим духовным и мировоззренческим воспитанием НСДАП) на должность начальника отдела гуманитарных дисциплин.
С этого момента имя Хертле оказалось неразрывно связано с именем главного идеолога партии. Впоследствии он возглавлял Отдел по вопросам науки того же Ведомства (1941—1942), а в 1944 году стал руководителем Особого штаба Наука в составе Штаба рейхсляйтера Розенберга, занимавшегося выявлением и присвоением культурных ценностей на территории оккупированной Европы.
В качестве идеолога среднего ранга Хертле получил известность как эксперт по марксистско-ленинской политической философии и идеологическим вопросам, связанным с противостоянием большевизму. В 1944 г. он возглавил «Сообщество по изучению мировой большевистской опасности» и выпустил обобщающую работу на эту тему — «Идеологические основы большевизма» (1944). Книга была высоко «оценена» и представлена Гитлеру.

### После войны
До 1948 года Хертле был интернирован. В ФРГ он выступал как праворадикальный публицист, отрицатель Холокоста и редактор-издатель соответствующей направленности печатных изданий, в том числе Национальной газеты. За эту деятельность Хертле неоднократно награждался различными праворадикальными организациями.
В 1955 году благодаря содействию Х. Коха была переиздана под псевдонимом Хельмут Штайнберг с весьма незначительными правками книга Хертле «Марксизм, ленинизм, сталинизм. Духовное наступление с востока» (Marxismus, Leninismus, Stalinismus. Der geistige Angriff des Ostens, изначально изданной в 1944), что вызвало скандал в германской прессе и стало причиной дискуссии в бундестаге.
В 1969 году опубликовал книгу «Великая Германия. Мечта и трагедия», где попытался реабилитировать деятельность своего бывшего шефа Розенберга.

## Сочинения
- Nietzsche und der Nationalsozialismus. München: Eher, 1937.
- Die nationalsozialistischen Grundlagen der Arbeitspolitik. [Berlin]: [Dt. Arbeitsfront], [1937] (als Ms. gedruckt).
- Der deutsche Arbeiter und die päpstliche Sozialpolitik. Berlin: Propaganda-Verl. P. Hochmuth, 1937.
- Berufsständische Vereine als Machtinstrumente des Politischen Katholizismus. Berlin: Dt. Arbeitsfront, [1937].
- Die weltanschaulichen Grundlagen der Arbeitspolitik. Berlin: Dt. Arbeitsfront, [1939].
- Weltanschauung und Arbeit. Berlin: Dt. Arbeitsfront, [1940] (als Ms. gedruckt).
- Vom Ständestaat zur Priesterherrschaft. [Berlin]: Zentralbüro d. DAF., Schulungsamt, [1940].
- Nationalsozialistische Philosophie? // Nationalsozialistische Monatshefte. № 9 (1941). S. 723—731.
- Wissenschaftspolitik des Bolschewismus // Ostaufgaben der Wissenschaft. Vorträge auf der Osttagung deutscher Wissenschaftler. München: Hoheneichen Verl., 1943. S. 116—126.
- Die ideologischen Grundlagen des Bolschewismus, Marxismus, Leninismus, Stalinismus. München: Hoheneichen Verl., 1944.
- Freispruch für Deutschland. Göttingen: Schütz, 1965.
- Die Kriegsschuld der Sieger. Göttingen: Schütz, 1966.
- Amerikas Krieg gegen Deutschland. Göttingen: Schütz, 1968.
- Großdeutschland. Traum und Tragödie. Rosenbergs Kritik am Hitlerismus. München, 1969.
- Die sexuelle Revolution. Hannover: National-Verlag, 1971.
- Rom und Hellas warnen. München: Türmer-Verlag, 1972.
- Die falschen Propheten. Neckargemünd: Vowinckel, 1973.
- Kant und der europäische Geist. München: Dt. Akad. für Bildung u. Kultur, [1974].
- Von Kopernikus bis Nietzsche. München: Türmer-Verlag, 1975.
- Deutsche und Juden. Studien zu einem Weltproblem. Leoni am Starnberger See: Druffel, 1977.
- Was «Holocaust» verschweigt. Leoni am Starnberger See: Druffel, 1979.